# Alpaida moka
Alpaida moka Levi, 1988 è un ragno appartenente alla famiglia Araneidae.

## Etimologia
Il nome della specie deriva dalla località boliviana in cui sono stati rinvenuti gli esemplari: Nueva Moka.

## Caratteristiche
L'esemplare femminile rinvenuto ha dimensioni: cefalotorace lungo 1,5 mm, largo 1,3 mm; il primo femore misura 1,7 mm e la patella e la tibia circa 1,9 mm.

## Distribuzione
La specie è stata rinvenuta nella Bolivia orientale: nei pressi della località di Nueva Moka, nel Dipartimento di Santa Cruz.

## Tassonomia
Al 2015 non sono note sottospecie e dal 1988 non sono stati esaminati nuovi esemplari.